# John Dora
John Paul Dora, italianizzato in Giovanni Dorà (Arbroath, 29 maggio 1905 – Arbroath, 6 febbraio 1971), è stato un calciatore scozzese, di origine italiana, di ruolo attaccante.

## Biografia
Nato ad Arbroath, era figlio di un immigrato italiano. Dopo il ritiro ha gestito un chiosco di fish and chips ed è stato un campione locale nelle gare di piccioni viaggiatori. Durante la Seconda Guerra Mondiale ha combattuto in marina nella Royal Navy.

## Caratteristiche tecniche
Giocava come mezzala ed era un giocatore fantasioso ed abile nel dribbling.

## Carriera
Inizia l'attività calcistica nell'Arbroath Ardenlea Junior Football Club, squadra minore della sua città natale. Ritornato temporaneamente in Italia, gioca nella Borgotarese per poi passare al Parma nel 1925. Nonostante alcune iniziali incomprensioni con critica e pubblico, a causa della sua provenienza, diventa rapidamente uno dei beniamini della tifoseria. Con i ducali disputa 11 gare nel campionato di Prima Divisione 1925-1926; al termine del campionato, pur avendo suscitato l'interesse di alcune importanti squadre (Bologna e Inter), fa ritorno in Scozia.
Riprende l'attività nel 1928 con la maglia dell'Arbroath, impegnato in Second Division. Nel campionato 1929-1930 si mette in luce realizzando 14 reti in 22 partite; passa poi al Falkirk, con cui realizza due reti in tre partite. Nel 1930 è costretto al ritiro, a causa di una frattura alla gamba.